# CONCACAF Cup Winners Cup
De CONCACAF Cup Winners Cup is een voormalige internationale voetbalcompetitie georganiseerd door de CONCACAF voor bekerwinnaars.
De competitie is vergelijkbaar met de UEFA Cup Winners' Cup. Niet alle CONCACAF-landen hadden een bekercompetitie wat al direct een probleem vormde. De competitie werd gehouden van 1991 tot 1998. In 1992 werd het toernooi afgelast en de laatste drie seizoenen werd het toernooi niet afgemaakt.
In 2001 werd een nieuwe poging ondernomen onder de naam CONCACAF Giants Cup. Dit keer was het toernooi voor de clubs met de hoogste toeschouwersaantallen per land. In 2002 ging deze competitie op in de nieuw gevormde CONCACAF Champions League.

## Winnaars
| Jaar | Kampioen       | Tweede             |
| ---- | -------------- | ------------------ |
| 1991 | Atlético Marte | CSD Comunicaciones |
| 1992 | Niet gehouden  | Niet gehouden      |
| 1993 | CF Monterrey   | Real España        |
| 1994 | Necaxa         | Aurora             |
| 1995 | UAG Tecos      | Firpo              |
| 1996 | Afgebroken     | Afgebroken         |
| 1997 | Afgebroken     | Afgebroken         |
| 1998 | Afgebroken     | Afgebroken         |
| 2001 | Club América   | DC United          |